# کاتسوراگی، نارا
کاتسوراگی در استان نارا در کشور ژاپن واقع شده است که دارای جمعیت ۳۵٬۱۹۴ نفر و مساحت ۳۳٫۷۳ کیلومتر مربع با تراکم جمعیت ۱٬۰۴۳ نفر در کیلومترمربع است و در تاریخ ۱ اکتبر ۲۰۰۴ به عنوان شهر شناخته شد.